# Czesław Wincenty Majewski

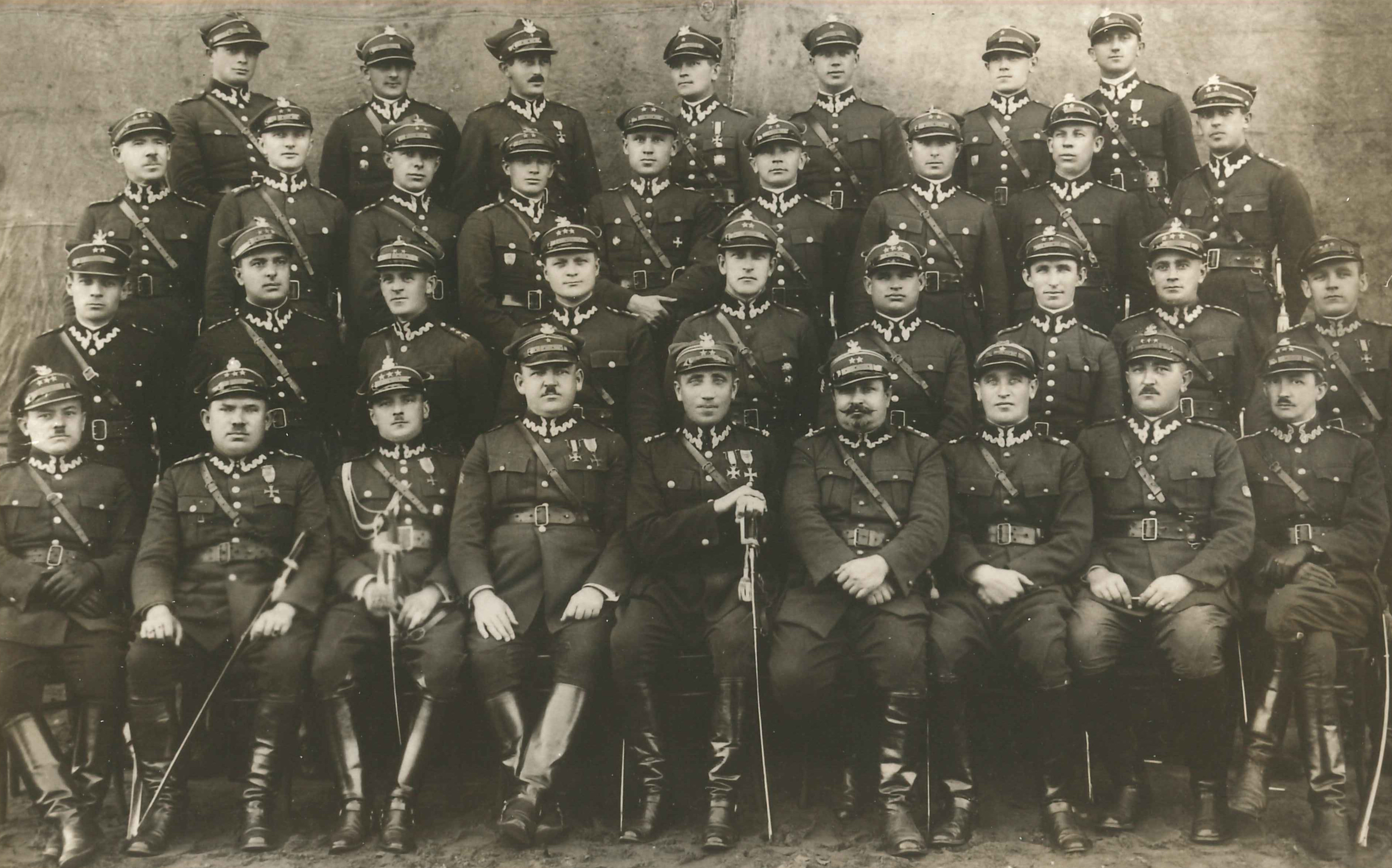
Kadra oficerska 14 pułku piechoty w II połowie 1928 roku. Od prawej siedzą: kpt. Stanisław Pietrzyk, kpt. Emil Zawisza, mjr Julian Czubryt, ppłk lek. Ewaryst Wąsowski, ppłk Ignacy Misiąg, mjr Mikołaj Świderski, kpt. Stanisław Trojan, kpt. Ludwik Wlazełko i kpt. Józef Tkaczyk. W III rzędzie od dołu jako pierwszy z prawej stoi por. Czesław Majewski.

Czesław Wincenty Majewski ps. „Wiesław”, „Mieszko”, „Moro”  (ur. 18 lipca 1902 w Brześciu Kujawskim, zm. 12 grudnia 1962 w Kielcach) – kapitan piechoty Wojska Polskiego, major Armii Krajowej. Zastępca komendanta Obwodu Sokołów Podlaski Inspektoratu Siedlce Podokręgu Wschodniego Armii Krajowej.

## Życiorys
Urodził się w dniu 18 lipca 1902 roku w Brześciu Kujawskim, jako syn Józefa i Michaliny z Bergów. Absolwent Oficerskiej Szkoły Piechoty, którą ukończył z 23. lokatą (III promocja podporuczników). Naukę pobierał w klasie 54 „Wytrwania”. Kurs unitarny odbył w okresie od dnia 12 września 1923 r. do 1 lipca 1924 roku. I rocznik to nauka w okresie od 1 listopada 1924 r. do 1 lipca 1925 roku; II rocznik to edukacja w okresie od 3 listopada 1925 r. do 15 sierpnia 1926 roku.
Rozporządzeniem Prezydenta Rzeczypospolitej Ignacego Mościckiego mianowany został na stopień podporucznika w korpusie oficerów piechoty, ze starszeństwem z dniem dnia 15 sierpnia 1926 roku i 23. lokatą. Na podstawie rozporządzenia Ministra Spraw Wojskowych, marszałka Józefa Piłsudskiego, wcielony został do 14 pułku piechoty, stacjonującego we Włocławku. We włocławskim pułku pełnił służbę do 1931 roku. W roku 1928 zajmował 22. lokatę w swoim starszeństwie pośród podporuczników piechoty. Awansowany do stopnia porucznika został ze starszeństwem z dniem 15 sierpnia 1928 roku i 38. lokatą w korpusie oficerów piechoty. W 1930 roku zajmował 2037. lokatę łączną wśród poruczników korpusu piechoty (była to jednocześnie 37. lokata w starszeństwie). Na dzień 16 września 1930 r. piastował stanowisko oficera żywnościowego w kwatermistrzostwie 14 pułku piechoty i jednocześnie pełnił funkcję adiutanta dowódcy I batalionu – mjr. Aleksandra Fiszera.
W dniu 23 października 1931 r. ogłoszono przeniesienie (w korpusie oficerów piechoty) por. Czesława Majewskiego z 14 pułku piechoty do Szkoły Podchorążych Piechoty w Ostrowi Mazowieckiej. Pełniąc służbę w Szkole Podchorążych Piechoty zajmował w 1932 roku nadal 37. lokatę wśród poruczników piechoty ze swego starszeństwa, a na dzień 1 lipca 1933 roku – 36. lokatę w swoim starszeństwie (była to jednocześnie 1372. lokata wśród wszystkich poruczników korpusu piechoty). Na dzień 5 czerwca 1935 roku była to już 1139. lokata łączna na liście starszeństwa poruczników piechoty (32. lokata w starszeństwie).
Do stopnia kapitana awansowany został ze starszeństwem z dniem 1 stycznia 1936 roku i 263. lokatą w korpusie oficerów piechoty.
Na dzień 23 marca 1939 r. pełnił funkcję dowódcy 5 kompanii strzeleckiej w 72 pułku piechoty z Radomia, zajmując w tym czasie 197. lokatę wśród kapitanów piechoty w swoim starszeństwie. Na dzień 1 września 1939 roku nie występował w obsadzie oficerskiej I rzutu 72 pułku piechoty.

## W konspiracji
W listopadzie 1939 roku objął stanowisko komendanta obwodu Służby Zwycięstwu Polski w Sokołowie Podlaskim . W czasie okupacji używał dokumentów na nazwisko inż. Czesława Zaborowskiego . Zajmował stanowisko zastępcy komendanta Obwodu Sokołów Podlaski AK (wchodzącego w skład Inspektoratu Siedlce Podokręgu Wschodniego AK). Funkcję tę pełnił w okresie od dnia 1 października 1943 r. do dnia 12 sierpnia 1944 roku. Od jesieni 1943 r. do 20 marca 1944 r. był jednocześnie referentem bojowym Obwodu Sokołów Podlaski AK. W marcu 1944 r. brał udział w próbie odbicia więzionych w Sokołowie Podlaskim żołnierzy podziemia. Za swoją działalność został przedstawiony do odznaczenia Krzyżem Walecznych. W czasie akcji „Burza" mianowany został dowódcą 3 batalionu zapasowego 22 pułku piechoty AK, utworzonego z nadwyżek osobowych (jednocześnie był dowódcą Zgrupowania AK w Puszczy Sterdyńskiej) . Koncentracja oddziałów Armii Krajowej w Obwodzie Sokołów Podlaski rozpoczęła się w dniu 24 lipca 1944 roku. Żołnierze AK zbierali się między innymi w lasach sterdyńskichich, koło leśniczówki Smolarnia. Dowództwo nad zebranymi w Smolarni oddziałami objął zastępca komendanta Obwodu – mjr Czesław Majewski „Moro” – który ze zgromadzonych żołnierzy sformował trzykompanijny batalion zapasowy. Zgrupowanie to walczyło w Puszczy Sterdyńskiej do 6 sierpnia, rozbijając pod Dzierzbami, wspólnie z żołnierzami 23 pułku ułanów AK, niemiecką kolumnę samochodową. W dniu 6 sierpnia 1944 r. mjr „Moro” otrzymał meldunek, że rozmowy podjęte z przedstawicielami Armii Czerwonej nie przyniosły pozytywnych rezultatów. Dalsze wykonywanie „Burzy” stało się więc, w jego ocenie, niecelowe (odwrót wojsk niemieckich został już bowiem w tym czasie wstrzymany i z każdym dniem zwiększała się liczba niemieckich oddziałów w pobliżu miejsca stacjonowania polskiego zgrupowania). W godzinach wieczornych dnia 6 sierpnia 1944 roku mjr „Moro” wydał rozkaz rozwiązania oddziału.
Major Czesław Wincenty Majewski zmarł w dniu 12 grudnia 1962 roku w Kielcach.

## Awanse
- podporucznik – 15 sierpnia 1926, 23. lokata[4]
- porucznik – 15 sierpnia 1928, 38. lokata[9]
- kapitan – 1 stycznia 1936, 263. lokata[17]
- major – 1944[28]

## Odznaczenia
- Srebrny Krzyż Zasługi[19]
- Medal Pamiątkowy za Wojnę 1918–1921[29]
- Medal Dziesięciolecia Odzyskanej Niepodległości[29]